# Njetsaktjärnen
Njetsaktjärnen är en sjö i Jokkmokks kommun i Lappland och ingår i Luleälvens huvudavrinningsområde. Sjön har en area på 0,0538 kvadratkilometer och ligger 243,4 meter över havet.

## Delavrinningsområde
Njetsaktjärnen ingår i det delavrinningsområde (738259-172368) som SMHI kallar för Ovan Finnstabäcken. Medelhöjden är 305 meter över havet och ytan är 93,84 kvadratkilometer. Det finns inga avrinningsområden uppströms utan avrinningsområdet är högsta punkten. Flarkån som avvattnar avrinningsområdet har biflödesordning 2, vilket innebär att vattnet flödar genom totalt 2 vattendrag innan det når havet efter 148 kilometer. Avrinningsområdet består mestadels av skog (61 procent) och sankmarker (36 procent). Avrinningsområdet har 0,74 kvadratkilometer vattenytor vilket ger det en sjöprocent på 0,8 procent.